# Erich Lingens
Erich Lingens (* 10. Oktober 1878 in Aachen; † 11. Oktober 1947 ebenda) war ein deutscher Politiker (Zentrum).

## Leben
Lingens war beruflich als Kaufmann in Aachen tätig. Er schloss sich 1919 dem Zentrum an, war von 1920 bis 1933 Vorsitzender der Aachener Zentrumspartei und gehörte der Aachener Stadtverordnetenversammlung an. 1932 wurde er als Abgeordneter in den Preußischen Landtag gewählt, dem er bis 1933 angehörte. 1944 wurde er von den Nationalsozialisten inhaftiert. Nach dem Zweiten Weltkrieg trat er in die CDU ein.